# Voie rapide Rabat - Sidi Allal El Bahraoui
La voie rapide entre Rabat et Sidi Allal el Bahraoui, située au Maroc, est un petit tronçon de la nationale 6 qui est entièrement géré par Autoroutes du Maroc. La voie rapide est en cours de triplement.

## Sorties de la voie rapide
- : Salé
- : N1
- : 4033 Sidi Bouknadel
- :  Aéroport de Rabat-Salé
- : 4029 Sala Al Jadida
- Échangeur entre N6 et A5 : Rabat / Casablanca / Kénitra / Tanger
- : 4039 Sidi Chafi - Technopolis  / Futur  Échangeur entre N6 et 4039
- : Village El Arjate
- 407 : Arbaa Shoul / Mâaziz / Oulmès / Khénifra /  Futur   Échangeur entre N6 et 407
- : Forêt Harhoura
- : Sidi Allal El Bahraoui
- : A2 : Meknès / Fès / Taza / Oujda